# Diplomazia culturale
La diplomazia culturale è una tipologia di diplomazia pubblica o una forma di potere morbido che comprende lo "scambio di idee, le informazioni, le arti, le lingue ed altri aspetti della cultura tra nazioni e popoli per una mutua comprensione". Il proposito della diplomazia culturale per un popolo è lo sviluppo della comprensione degli ideali di una nazione e delle istituzioni, in uno sforzo per costruire un supporto economico e politico per il conseguimento di determinati obbiettivi. In essenza, "la diplomazia culturale rivela l'anima di una nazione", che a sua volta crea influenza.

## Definizione
La cultura è una serie di valori e pratiche che danno significato ad una società. Questa include, sia l'alta cultura (letteratura, arte ed educazione, che afferiscono alle élite), che la cultura popolare. Questo corpus è ciò che un governo cerca di mostrare all'estero nel corso dei rapporti diplomatici. Rappresenta quindi una forma di potere morbido che consiste nell'"abilità di ottenere ciò che si vuole attraverso l'interesse culturale, piuttosto che con la coercizione. Deriva dalla cultura di un paese, dai suoi ideali politici e dalle politiche adottate." Questo indica che il valore di una cultura di un determinato Paese, è nella sua capacità di attrarre Nazioni ad essa straniere. La diplomazia culturale è una componente della diplomazia pubblica, elemento che "amplifica e mostra la società e la cultura di una nazione al mondo nel suo complesso". Si può sostenere che l'informazione sia una componente della diplomazia pubblica, avente successo solo se vi sono già delle relazioni che diano credibilità alle informazioni date. Questo proviene dalla cultura dell'altro." La diplomazia culturale è stata definita l'"acciarino della diplomazia pubblica", in quanto le attività culturali hanno la possibilità di mostrare il meglio di una nazione. In questo senso, la diplomazia culturale e la diplomazia pubblica sono intimamente collegate.
Richard T. Arndt, esperto del dipartimento di stato per la diplomazia culturale americana, ha dichiarato a tal proposito: "le relazioni culturali crescono sia in modo organico che naturalmente senza l'intervento del governo, le transazioni commerciali e il turismo, i movimenti degli studenti, le comunicazioni, la circolazione dei libri, la migrazione, l'accesso ai media, i matrimoni misti, con milioni di incontri culturali al giorno. Se questo fosse corretto, la diplomazia culturale potrebbe esserci solo quando ci si trovi in presenza di diplomatici formali, asservendosi solo ai governi nazionali, incanalando dunque il flusso naturale delle cose per gli interessi nazionali." È importante notare come, mentre la diplomazia culturale è, come indicato sopra, un'attività del governo, il settore privato ha un ruolo del tutto primario, in quanto il governo non crea cultura e quindi può solo tentare di rendere una cultura nota e definirne l'impatto che la sua crescita organica avrà sulle politiche nazionali. La diplomazia culturale tenta di gestire gli ambienti internazionali utilizzando queste fonti di acquisizione e rendendole note all'estero. Un aspetto importante è comprendere questo, dal momento che la diplomazia culturale è intesa come uno scambio in due direzioni. Questo scambio è quindi inteso per favorire una comprensione mutuale e vincere l'influenza di una nazione obbiettivo. La diplomazia culturale deriva la sua credibilità non dall'essere vicina alle istituzioni governative, ma dalla sua prossimità alle autorità culturali. Talvolta essa è stata utilizzata come arma silente per ottenere il controllo su un'altra nazione dal momento che utilizza metodi non violenti per perpetrare una relazione di mutua comprensione e supporto tra le nazioni coinvolte.

## Obiettivi
In ultima analisi, l'obbiettivo della diplomazia culturale consiste nell'influenzare un'audience straniera ed utilizzare questa influenza, che si presume a lungo termine, come una scorta di buona volontà per ottenere il supporto su certe politiche. Vi sono una serie di elementi culturali per convincere paesi stranieri al proprio:
- avere una visione positiva sugli abitanti di una nazione, sulla loro cultura e sulle loro politiche,
- suscitare grande cooperazione tra due nazioni,
- aiutare nel cambiamento delle politiche o negli ambienti politici della nazione obbiettivo,
- prevenire, gestire e mitigare i conflitti con la nazione obbiettivo.

A sua volta, la diplomazia culturale può aiutare una nazione a comprendere meglio le altre ed il loro modo di essere. La diplomazia culturale è un mezzo per condurre relazioni internazionali senza aspettarsi nulla in cambio, come avviene invece per la diplomazia tradizionale. I programmi di scambio culturale lavorano per presentare un'impressione favorevole a un paese straniero, per ottenerne l'approvazione e rendere più omogenee le norme sociali tra le culture, anche se differenti.
In genere, la diplomazia culturale è più focalizzata su effetti a lungo termine piuttosto che nei confronti di specifiche politiche. L'intento è quello di costruire un'influenza coinvolgendo direttamente la popolazione. Questa influenza ha delle implicazioni sulla sicurezza nazionale, sul turismo e sulle opportunità commerciali. Permette ad un governo di creare una "fondazione fiduciaria" neutrale e costituita dal contatto tra le persone. Un altro elemento unico ed importante della diplomazia culturale è la sua abilità di sensibilizzare i giovani, le non-élite ed un pubblico tradizionalmente fuori dalla cerchia delle ambascerie. In breve, la diplomazia culturale consente di seminare degli ideali, delle idee, degli argomenti politici, percezioni religiosi e sul modo di vedere il mondo di una nazione. In questo senso, ad esempio, le ideologie del mondo americano statunitense hanno convinto per lungo tempo persone a trasferirsi negli Stati Uniti quale meta di nuovi ideali, comodità, apertura mentale, ecc.

## Legami con la sicurezza nazionale
Prima di ogni altra cosa, la diplomazia culturale è la dimostrazione del potere nazionale di un paese perché mostra agli altri paesi ogni aspetto della propria cultura, compresa la ricchezza, i progressi scientifici e tecnologici, la competitività, l'industria e la potenza militare. La percezione del potere ha ovviamente importanti implicazioni nella sicurezza di una nazione. Dal momento poi che la diplomazia cultuale include anche argomenti politici ed ideologici, ed utilizza un linguaggio persuasivo, essa può essere utilizzata come strumento di guerra politica utile nell'ottenere obbiettivi tradizionalmente ottenuti con la vittoria in una guerra. Un attivista cinese disse a tal proposito: "Abbiamo visto molti film di Hollywood: mostrano matrimoni, funerali, processi. Pertanto oggi pensiamo sia naturale sposarsi, morire o portarsi in tribunale nella vita." Questo è un esempio di esportazione culturale, i film di Hollywood, film che hanno avuto un notevole effetto sulla società cinese, della quale hanno beneficiato in primis gli Stati Uniti e altre nazioni che intendevano condividere valori con una Cina più democratica.
In termini di sostegno alle politiche nazionali, la rivoluzione dell'informazione ha creato una crescente connessione nel mondo la cui percezione pubblica dei valori e delle motivazioni è stata in grado di suscitare politiche internazionali, diverse da quelle convenzionali.
I partecipanti ad una diplomazia culturale entrano così in contatto in maniera non formale come nelle ambascerie. Essa può essere anche utilizzate per contrastare la propaganda ostile e come fonte per l'intelligence.
Come si è detto, dal momento che la diplomazia culturale ha il potenziale di dimostrare la potenza intrinseca di una nazione, può creare anche un insieme di supporti esterni e di raccogliere e interpretare delle informazioni provenienti dall'esterno. Questo a sua volta supporta l'intelligence nazionale, aumentando il prestigio di una nazione. Di conseguenza, e a cascata,tutti questi fattori aiutano effettivamente la sicurezza nazionale.

## Mezzi ed esempi
La diplomazia culturale utilizza ogni aspetto della cultura di una nazione. Tra questi vi sono:
- La musica (diplomazia musicale)
- Le arti, inclusi film, danza, pittura, scultura, ecc.
- Esibizioni e fiere, locali, nazionali ed internazionali, che mostrino il potenziale culturale di una nazione
- Programmi educativi con l'estero
- Scambi - scientifici, artistici, di educazione, ecc.
- Letteratura - attraverso la traduzione di opere letterarie
- Trasmissioni televisive e programmi culturali
- Doni a una nazione, che dimostrano rispetto
- Diplomazia religiosa, incluso il dialogo inter-religioso
- Promozione e diffusione delle idee e delle politiche sociali

Tutti questi mezzi sono utilizzati per rendere meglio comprensibile la cultura di una nazione all'estero. Essi lavorano al meglio quando hanno presa sull'audience a cui si rivolgono in quanto sono in grado di trasmettere meglio i loro contenuti ed a renderli comprensibili al loro pubblico. Questi mezzi non sono frutto della creazione umana, ma si derivano dalla cultura e dall'espressione di una nazione verso l'esterno.

### Le arti

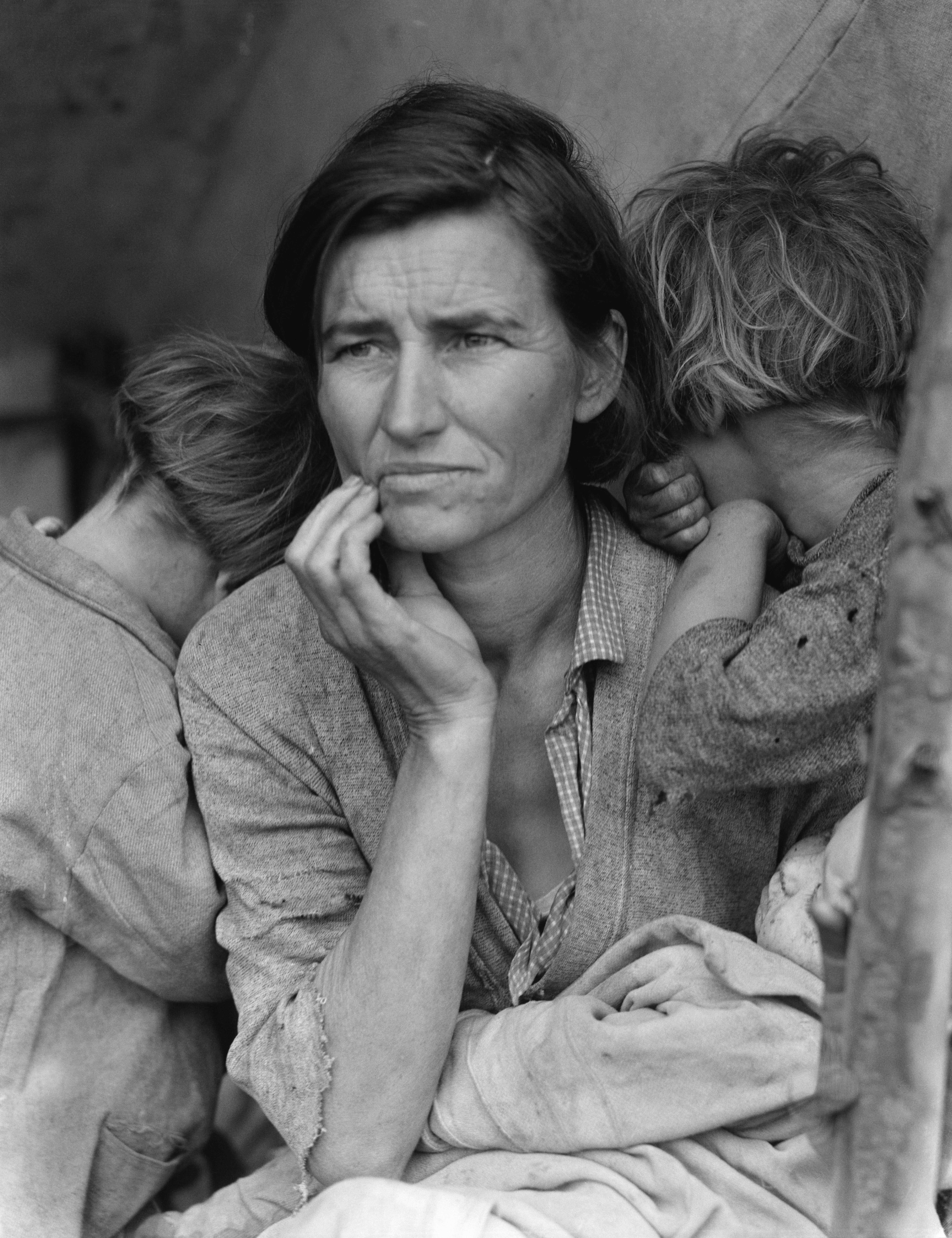
Madre migrante (1936), Dorothea Lange

Negli anni '50 l'Unione Sovietica aveva una reputazione generale associata alla pace, alla solidarietà internazionale di classe e di progresso per via dei movimenti rivoluzionari di liberazione locale da lei sponsorizzati. Gli Stati Uniti erano noti nel medesimo periodo per il loro coinvolgimento nella Guerra di Corea e per essere favorevoli al mantenimento dello status quo. Nel tentativo di cambiare questa percezione delle cose, l'United States Information Agency (USIA) finanziò un'esibizione fotografica dal titolo The Family of Man. Essa fu originariamente organizzata presso il Museum of Modern Art di New York e venne poi esportata in 91 sedi in 39 differenti paesi. Con 503 fotografie di 237 tra fotografi professionisti ed amatoriali, l'esibizione venne assemblata e curata da Edward Steichen. Le immagini mostravano scatti della vita quotidiana dell'uomo in vari momenti; dalla nascita all'essere genitori e famiglia, il mondo del lavoro, le capacità espressive, ecc., con immagini tratte dalla Grande depressione. Le immagini erano multiculturali e mostravano l'eclettismo e la diversità della cultura americana. La mostra fu estremamente popolare ed attrasse un gran numero di visitatori, così che l'America poté "mostrare al mondo il mondo e trarne credito per sé".
Uno sforzo simile venne applicato dal United States Department of State nel febbraio del 2002 con la mostra dal titolo Images from Ground Zero. In totale erano presentate 27 immagini sugli attacchi dell'11 settembre scattate da Joel Meyerowitz che circolarono nelle ambascerie e nei consolati di 60 nazioni. L'intento era quello di mantenere pubblica memoria del tragico attacco e delle sue conseguenze. La mostra aveva lo scopo di presentare il lato umano della tragedia e non solo la distruzione delle strutture. L'intento era però di dimostrare anche la forza della ricostruzione di un paese dopo un duro colpo. In questo modo, gli Stati Uniti furono in grado di fissare nella memoria della gente il ricordo del tragico evento, giustificando così anche le proprie scelte future per contrastare il terrorismo nel mondo.

### Mostre

Il marchio della Pepsi Cola in russo

Mostre ed eventi vennero spesso utilizzate come mezzo preferito della diplomazia culturale durante la Guerra Fredda per dimostrare la cultura ed il progresso degli Stati Uniti e dell'Unione Sovietica su fronti opposti. Nel 1959, l'American National Exhibition si tenne al Parco Sokolniki di Mosca. L'esibizione venne aperta dall'allora vice-presidente Richard Nixon alla presenza di Walt Disney, Buckminster Fuller, William Randolph Hearst e dai direttori delle fabbriche Pepsi, Kodak e Macy's. Essa mostrava i beni di consumo degli americani oltre a macchine, navi, TV a colori, cibo, vestiti, ecc. L'esibizione prevedeva anche la presenza di una vera e propria cucina americana dove gli spettatori potevano osservare tipici cibi americani e gustarli al momento. Un computer IBM RAMAC venne programmato con 3500 domande sull'America in russo. La domanda più popolare era "qual è il significato del Sogno Americano?" I sovietici cercarono di limitare il pubblico consegnando i biglietti d'ingresso solo ai membri di partiti e mettendo in piedi una esibizione rivale. La popolazione ad ogni modo giunse numerosa grazie anche a piccoli regali e oggetti ricordo prontamente distribuiti. I Sovietici avevano bandito la stampa estera, ma gli americani la distribuirono comunque. Gli oggetti più popolari furono la Bibbia ed cataloghi promozionali. Le guide all'esibizione erano americani laureati, inclusi afroamericani e donne che parlavano russo. Questo dava la possibilità ai russi di parlare con dei veri americani e di chiedere a loro direttamente anche domande complesse. L'ambasciatore a Mosca, Llewellyn Thompson, commentò dicendo che "l'esibizione ci ha fruttato di più di cinque nuove navi da battaglia."

### Scambi

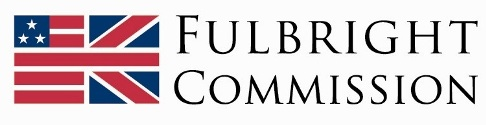
Il nuovo logo US-UK Fulbright

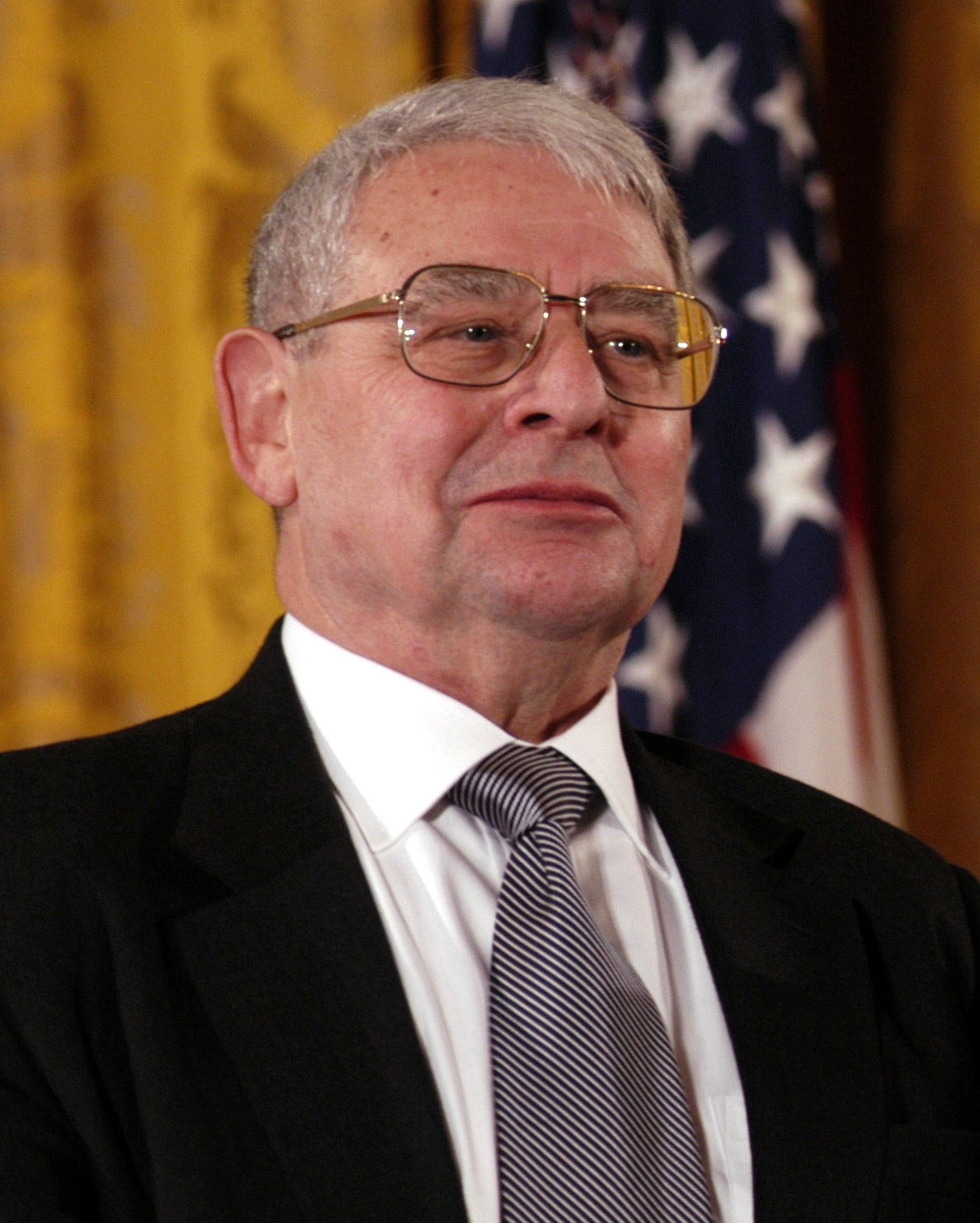
Riccardo Giacconi

L'utilità degli scambi ha alla base un assunto: l'idea che uno scambio culturale possa creare una rete di persone influenti all'estero in grado di apprezzare la cultura di un paese. Gli scambi di solito si compiono in giovane età, perché sono proprio i giovani che rimangono più positivamente affascinati dall'alto, senza preconcetti di base.
Un esempio dell'utilità degli scambi è stato negli Stati Uniti il Programma Fulbright che negli anni ha prodotto alcuni effetti positivi:
- 59 alunni di scuole provenienti da 14 paesi diversi hanno ottenuto il Premio Nobel
- 82 alunni hanno ricevuto il Premio Pulitzer
- 37 alunni Fulbright sono stati capi di Stato o di governo

Tra i principali alunni del Fulbright citiamo: 
- Garry Conille, ex primo ministro di Haiti
- Muhammad Yunus, fondatore della Grameen Bank e nobel per la pace nel 2006
- John Atta Mills, presidente del Ghana
- Lee Evans, atleta olimpico
- Riccardo Giacconi, fisico e nobel nel 2002
- Renée Fleming, soprano
- Jonathan Franzen, scrittore

### TV, musica, film

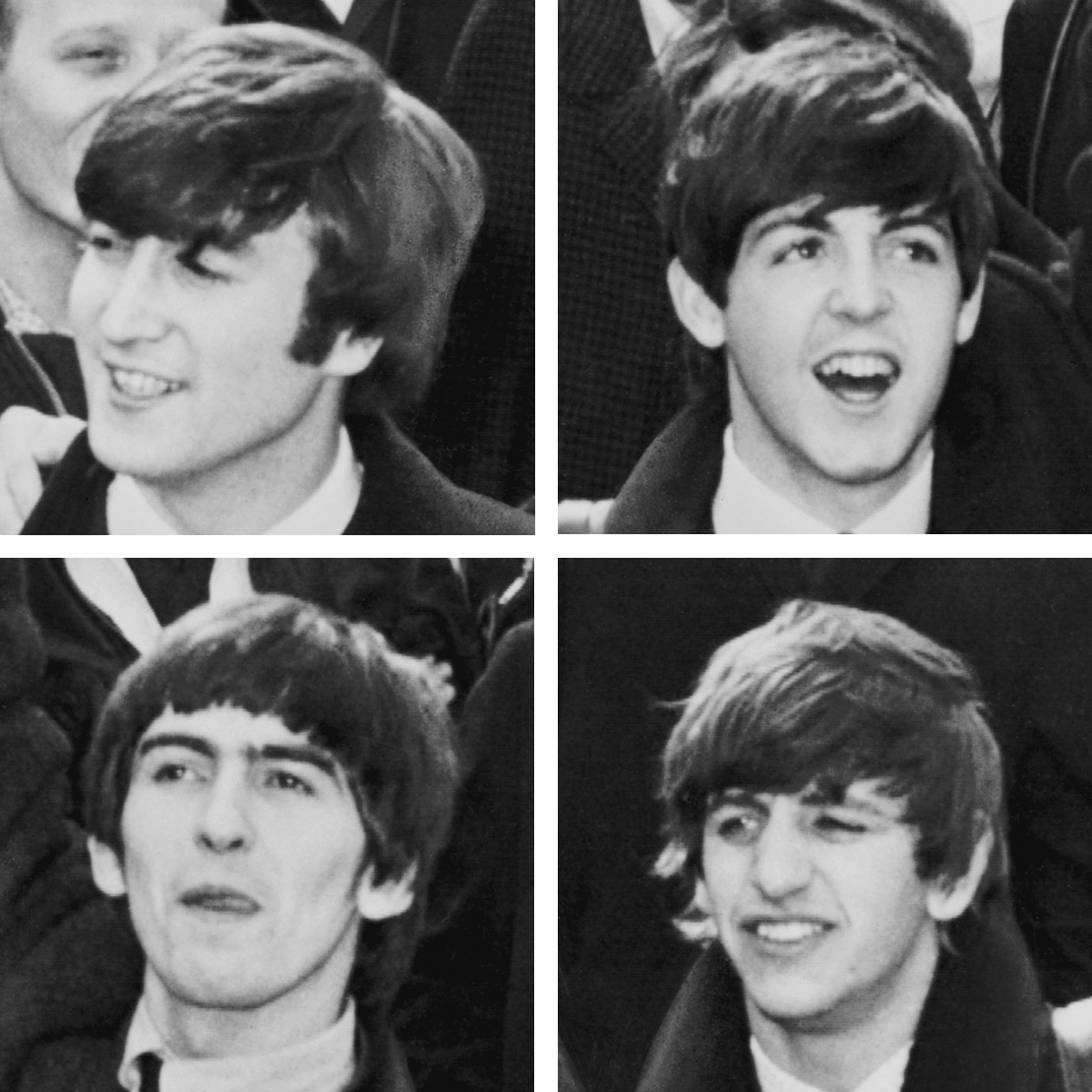
The Fabs

Gli intrattenimenti popolari sono uno dei modi più semplici per mostrare la cultura di un popolo. Questi veicoli sono in grado di trasmettere importanti messaggi relativi all'individualismo, alle scelte di consumo ed altri valori. Ad esempio, il pubblico sovietico che guardava i film americani, seppe che gli americani possedevano proprie automobili, non dovevano attendere in lunghe file per la distribuzione del cibo e non vivevano in appartamenti comuni. Queste osservazioni non erano un messaggio politico quando vennero creati i film di Hollywood, ma ebbero comunque un effetto dirompente in una società diametralmente opposta come quella russa dell'epoca.
I programmi culturali con il latin jazz e Bolero latino americano ad esempio, vennero riconosciuti dal Dipartimento di Stato statunitense come un importante strumento diplomatico durante il periodo della seconda guerra mondiale. All'inizio degli anni '40, Nelson Rockefeller a capo dell'Ufficio del Coordinatore degli affari inter-americani collaborò con Edmund A. Chester della CBS per la trasmissione di una serie di programmi di musica nordamericana e sudamericana per il pubblico di entrambi i continenti. Artisti musicali come Alfredo Antonini, Terig Tucci, John Serry Sr., Miguel Sandoval, Juan Arvizu, Elsa Miranda, Eva Garza e Nestor Mesta Chayres presero parte a questo sforzo internazionale per portare la pacificazione nelle Americhe con esibizioni dal vivo (si veda a tal proposito programmi come Viva América).
Nel secondo dopoguerra, l'Esercito degli Stati Uniti ha anche riconosciuto l'importanza della programmazione culturale come prezioso strumento diplomatico tra le rovine in Europa. Nel 1952 la 7ª Armata degli Stati Uniti si avvalse dell'esperienza del giovane direttore d'orchestra Samuel Adler per fondare la Seventh Army Symphony Orchestra a Stoccarda, in Germania, al fine di dimostrare il patrimonio culturale condiviso dell'America e dell'Europa.  Le esibizioni di musica classica dell'orchestra continuarono in tutta Europa fino al 1962. Mostravano i talenti di molti noti conduttori e musicisti, tra cui James Dixon, John Ferritto, Henry Lewis, Kenneth Schermerhorn.
Mentre la Guerra fredda tra Stati Uniti e Unione Sovietica si intensificava negli anni '50, il Dipartimento di Stato sosteneva anche l'esecuzione della musica classica quale strumento diplomatico indispensabile. Con questa strategia, il Presidente Dwight D. Eisenhower istituì nel 1954 un Fondo di Emergenza per gli Affari Internazionali al fine di stimolare la presentazione delle conquiste culturali dell'America al pubblico internazionale nel campo della danza, del teatro e della musica. Sempre nel 1954, il programma Cultural Presentations del Dipartimento di Stato stabilì un rapporto di collaborazione con il comitato consultivo musicale dell'American National Theatre and Academy (ANTA) per valutare potenziali artisti musicali che potevano rappresentare al meglio l'America nei luoghi di spettacolo in tutto il mondo. Tra i membri del gruppo consultivo c'erano famosi compositori e accademici americani come: Virgil Thomson, Howard Hanson presso Eastman School of Music, William Schuman presso Juilliard School, Milton Katims e il critico musicale Alfred Frankenstein. Inoltre, il Dipartimento di Stato, nel 1961, ha selezionato l'Eastman Philharmonia Orchestra di Hanson per esibirsi durante un ampio tour di scambio culturale internazionale. Le esibizioni concertistiche di questo gruppo di studenti avanzati della Eastman School of Music furono ben accolte dalla critica e dal pubblico entusiasta di trentaquattro città in sedici paesi in Europa, Medio Oriente e Russia.
Il jazz ebbe un ruolo fondamentale durante la Guerra Fredda nello stabilire legami politici. Il produttore Willis Conover utilizzò il jazz come l'esempio supremo di un'anti-ideologia o di un modo alternativo di vivere, introducendo il nuovo stile di fare musica senza struttura precisa e basato sull'improvvisazione. Nel novembre del 1955, il New York Times dichiarò Louis Armstrong come il migliore tra gli ambasciatori americani all'estero. Ciò che i diplomatici americani non potevano fare, Armstrong riusciva a farlo con la musica jazz.
Il jazz giunse pure nell'Unione Sovietica negli anni '20 e '30 ma non riuscì ad attecchire. Dopo la seconda guerra mondiale, il jazz iniziò a riemergere, ma venne condannato severamente da Andrei Zhdanov. Egli considerava infatti il jazz un modo di fare musica corrotto e capitalista per il fatto stesso di essersi sviluppato negli Stati Uniti. Durante gli anni '50 e '60, il movimento per i diritti civili, la decolonizzazione dell'Africa e dell'Asia, le rivalità politiche e culturali tra Stati Uniti ed Unione Sovietica, crearono la necessità di scambi culturali. Pertanto, gli Stati Uniti inviarono in un tour mondiale, tramite il loro governo, una banda jazz composta da musicisti afroamericani sia in Medio Oriente che in Africa, con lo scopo di aprire nuovi legami, anche con i paesi di origine degli afroamericani.
Duke Ellington, B.B. King e Dizzy Gillespie fecero tutti dei viaggi in Africa per stabilire dei collegamenti con la diaspora africana. Nel 1956, Dizzy Gillespie si proclamò ambasciatore musicale durante il suo viaggio in Medio Oriente. Fece poi rapporto al presidente Eisenhower di come lui e la sua banda jazz siano riusciti ad avere successo anche contro la propaganda russa. Con il loro gruppo inter-razziale, il complesso jazz fu in grado di comunicare oltre le barriere sociali e linguistiche. Durante il viaggio della band, ad Atene in Grecia, si trovarono di fronte un'audience composta da studenti anti-americani fomentati dalla dittatura locale dei colonnelli. Alla fine della performance, Gillespie disse che l'audience aveva apprezzato molto la musica ed aveva adorato i musicisti. I diplomatici enfatizzarono subito l'effetto positivo di questa "diplomazia musicale" sul pubblico.
Dal 1955 al 1996, il produttore jazz Willis Conover ospitò un programma musicale chiamato "Music USA". Conover spiegò: "Il jazz è un incrocio tra la totale disciplina e l'anarchia," per il rapporto tra i suoi musicisti, il tempo musicale, le chiavi e le corde, ma si distingue per la sua libertà di espressione. Con quasi trenta milioni di ascoltatori in tutto il mondo, tra cui milioni di sovietici, il programma aveva la durata di quarantacinque minuti. Molti critici hanno riportato che il programma di Conover ebbe un ruolo nella ripresa del jazz nell'Unione Sovietica dopo la seconda guerra mondiale.
L'effetto che i The Beatles ebbero in Russia durante la guerra fredda, sono un esempio di come gli artisti musicali e le loro canzoni siano divenute politiche. In questo periodo, la musica rock incanalò le idee dell'"occidente" liberale come forma di arte e progresso moderni. I Beatles rappresentarono la cultura occidentale nel loro modo di introdurre nuove idee, il che secondo alcuni fu tra i fattori che misero in crisi il comunismo russo. Come tale, anche i Beatles furono diplomatici culturali con la loro popolarità anche nell'Unione Sovietica. La loro musica contribuì ad unire i giovani verso uno spirito di cultura popolare comune.
Kolya Vasin, fondatore del museo dei Beatles e del "Tempio dell'amore, della pace e della musica" a San Pietroburgo, commentò a tal proposito che i Beatles "furono come un test d'integrazione. Quando qualcuno diceva qualcosa contro di loro, sapevamo che quella persona era in errore. Le autorità, i nostri insegnanti, persino i nostri genitori, erano diventati per noi degli idioti." Malgrado i tentativi del governo dell'Unione sovietica di prevenire la diffusione del fenomeno Beatles, la loro popolarità fu tale presso i cittadini che raggiunse i medesimi livelli della Gran Bretagna in quanto ad influsso culturale. Il governo si spinse oltre, censurando tutti i riferimenti agli ideali occidentali, inclusa l'eccentricità borghese dei Beatles, limitando l'accesso dei cittadini sovietici alla loro musica. Leslie Woodland, un documentarista, commentò a tal proposito: "Una volta che una persona sentiva la splendida musica dei Beatles, semplicemente non ne poteva più fare a meno. Le diagnosi delle autorità russe non corrispondevano a ciò che la gente sentiva con le proprie orecchie. Il sistema era costruito sul terrore e sulle bugie e in questo senso furono i Beatles a porre fine alle paure ed a rivelare le bugie." Pavel Palazchenko, l'interprete di Mikhail Gorbachev, disse che la musica dei Beatles era una "fonte di rilievo. Ci hanno aiutati a creare un mondo nostro, un mondo differente dalla noia e dall'insensatezza della liturgia ideologica che ci rimaneva dello stalinismo...". Come Gorbachev, molti giovani russi furono concordi nel ritenere che i Beatles fossero un modo per superare l'isolamento culturale imposto dalla Guerra Fredda e rafforzato dal loro attuale sistema politico.
In questo senso la musica dei Beatles giunse a colpire la corda politica dell'Unione Sovietica anche se le canzoni non avevano significato politico. Questo contatto fu bilaterale. Nel 1988, quando la canzone "Back in the USSR" venne pubblicata, l'album includeva in copertina una citazione di Paul McCartney che recitava: "Nel pubblicare questa registrazione, lo facciamo in particolare per l'URSS, tendendo una mano di pace e fratellanza al popolo sovietico." Nel corso del primo viaggio in Russia di Paul McCartney nel maggio del 2003, quasi mezzo milione di fans lo accolsero. Un critico russo ha riportato: "L'unica persona nella Piazza Rossa che non si mosse fu Lenin". Questo è considerato un esempio di come i prodotti di una cultura possono avere influenza su un popolo anche fuori dal paese di origine e di come anche i comuni cittadini possono farsi ambasciatori di questi contenuti culturali.

### Il "Place branding"
L'immagine e la reputazione di uno stato diviene una parte essenziale dell'"equità strategica di uno stato". Il place branding è "la totalità dei pensieri, dei sentimenti, delle associazioni e delle aspettative che vengono alla mente di un consumatore di fronte ad un logo, ad un prodotto, ad un servizio, ad un evento o persino ad un disegno o simbolo che li rappresenti." Il place branding è divenuto quindi un simbolo della diplomazia culturale per l'investimento, per il turismo, per il potere politico, ecc. Come ha commentato a tal proposito Joseph Nye: "nell'era dell'informazione, è la parte migliore che ha la vittoria nella storia". In breve, un paese può utilizzare la propria cultura o i propri elementi culturali per creare un marchio che ne rappresenti i valori o la sua stessa immagine.

## Complicazioni
La diplomazia culturale presenta un certo numero anche di problemi. Gran parte delle idee che una nazione porta a conoscenza delle altre non si trovano sotto il controllo del governo. Un governo solitamente non produce libri, musica, film, programmi televisivi, prodotti di consumo, ecc. Gran parte di ciò che un governo può fare è cercare di lavorare per creare delle aperture a certi messaggi verso il pubblico. Per essere culturalmente rilevante nell'era della globalizzazione, un governo deve esercitare il controllo sul fluire delle informazioni e sulle tecnologie di comunicazione, tra cui il commercio. È inoltre difficile per un governo operare in una società di libero mercato dove il governo non controlla il grosso delle informazioni in arrivo ed in uscita da un paese. Ciò che il governo può fare è lavorare a progetti culturali da esportare, utilizzando la rete delle telecomunicazioni.
È possibile anche che alcuni governi esteri cerchino di opporsi o di resistere a delle esportazioni culturali mentre il popolo le approvi, specie se si tratta di dittature o governi totalitari. Le attività culturali possono essere sia una benedizione che una maledizione per una nazione. È questo il caso di alcuni elementi di una cultura che possono recare offesa ad un'altra. Un esempio di questo può essere considerato il dissenso pubblico manifestato per la Guerra in Iraq che andò nell'esatta direzione opposta a quella della politica di governo che la supportava. Simultaneamente la prevalenza della protesta attrasse molti a guardare all'America. Il successo di una diplomazia culturale è inoltre difficile da misurare.